# Teerasil Dangda
Teerasil Dangda (Bangkok, 6 juni 1988) is een Thais voetballer die als aanvaller speelt bij Bangkok United.

## Interlandcarrière
Dangda debuteerde in 2007 in het Thais nationaal elftal en speelde 101 interlands. Hij nam met het Thais voetbalelftal deel aan de Aziatisch kampioenschap 2007 en 2019.